# Parc national des Hohe Tauern
Le parc national des Hohe Tauern (en allemand : Nationalpark Hohe Tauern) est un parc national situé en Autriche dans les lands de Carinthie, Salzbourg et Tyrol. 
Il s'étend sur une centaine de kilomètres le long de la chaîne principale des Alpes orientales dans le massif des Hohe Tauern, entre les vallées de l'Isel, du Möll, de la Mur et de la Salzach. Fondé en 1981, il est le plus ancien et aussi le plus grand parc national d'Autriche avec une superficie de 1 856 km2.
Le parc a été proposé en 2003 pour inscription au patrimoine mondial et figure sur la « liste indicative » de l’UNESCO dans la catégorie patrimoine naturel. Il est classé comme aire protégée de catégorie II par la Commission mondiale des aires protégées de l'Union internationale pour la conservation de la nature (IUCN) depuis 2006. Le parc est également désigné comme une zone importante pour la conservation des oiseaux depuis 2009.

## Géographie

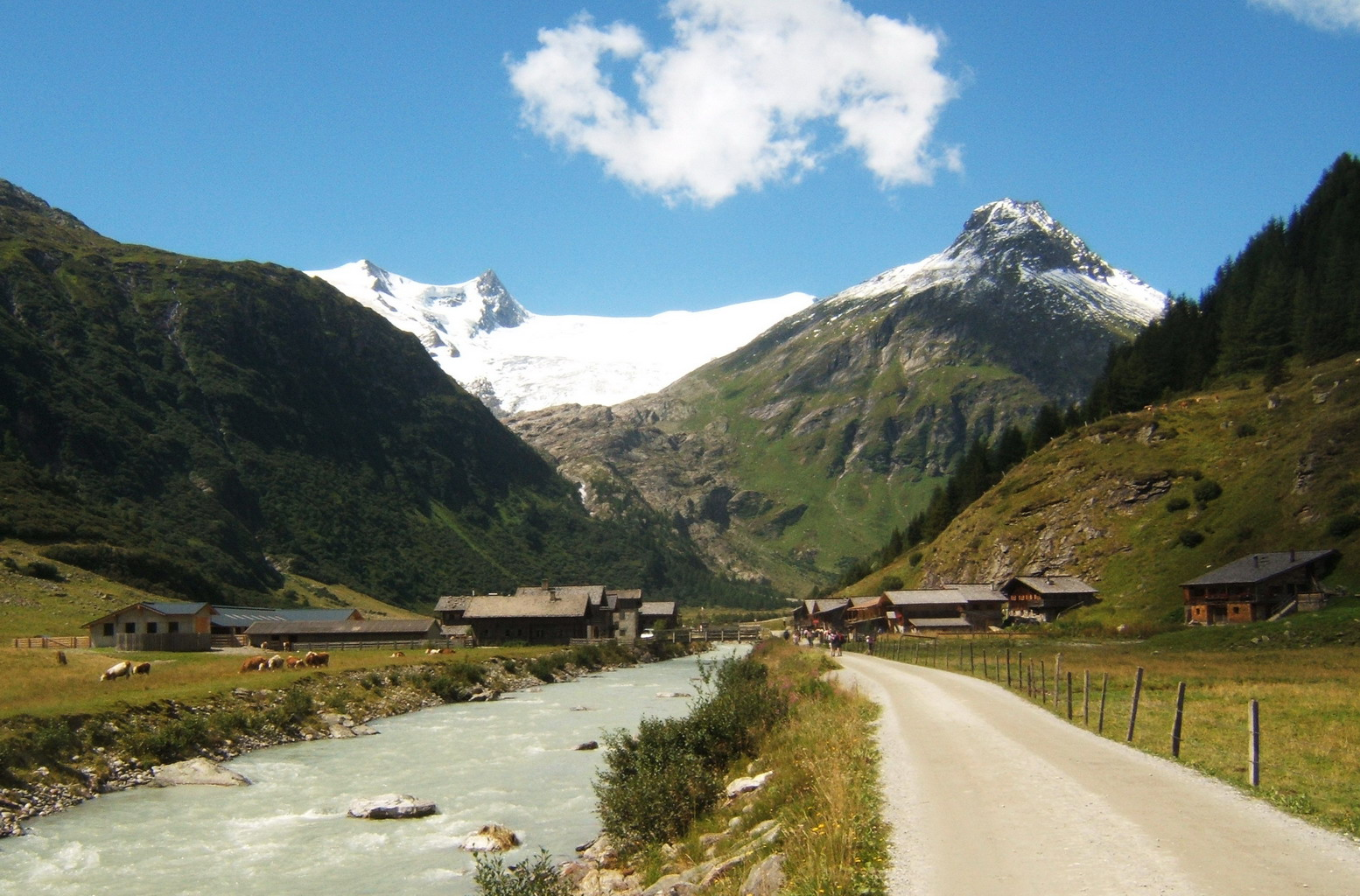
La vallée de Gschlöss près de Matrei, vers le massif du Grossvenediger.

Le parc est situé entre 1 000  et   3 800 m d'altitude, l'aire centrale abrite le point culminant de l'Autriche, le Grossglockner (3 798 m), ainsi que 304 sommets de plus de 3 000 m. L'espace protégé compte 342 glaciers, parmi lesquelles le Pasterze, et également les célèbres cascades de Krimml. La plupart des régions sont libres d'accès. Il y a huit aires spécialement protégées où toute intervention sur la nature est interdite. 
Par contre, l'économie traditionnelle de la transhumance alpine est pratiquée dans les zones périphériques. Tandis que les plus grands propriétaires ruraux sont le Club alpin autrichien et l'État autrichien, de nombreuses familles de paysans possèdent près d'un tiers de la région protégée. Le parc est traversé par la Haute route alpine du Grossglockner. Les stations de sports d'hiver de l'Espace Salzburg Amadé Sport World, zones d'une exploitation touristique intense, sont situées juste au nord.

## Faune et flore
La faune et la flore du parc national sont variées, en raison de ses grandes différences de niveau et les conditions climatiques différentes aux versants nord et sud de la crête principale des Alpes. L'étage subalpin (la limite des arbres) pouvait atteindre 2 400 m ; les pinédes plus élevées sont défrichées ces derniers siècles pour le bois et au profit des pâturages. Les surfaces arrachées sont recouverts d'arbustes nains comme les Éricacées. 
La vie animale comprend la faune montagnarde typique : chamois, bouquetins et les marmottes omniprésents (apprivoisées par Matteo Walsh, le Mowgli du parc des Hohe Tauern, selon le Daily Mail). Le cerf élaphe est encore présent dans les forêts de montagne, mais à faible densité. L'une des réserves du vautour fauve se trouve dans la zone protégée, ainsi que l'espèce du gypaète barbu réintroduite dans les années 1980 et l'aigle royal.

## Galerie

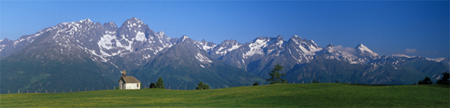
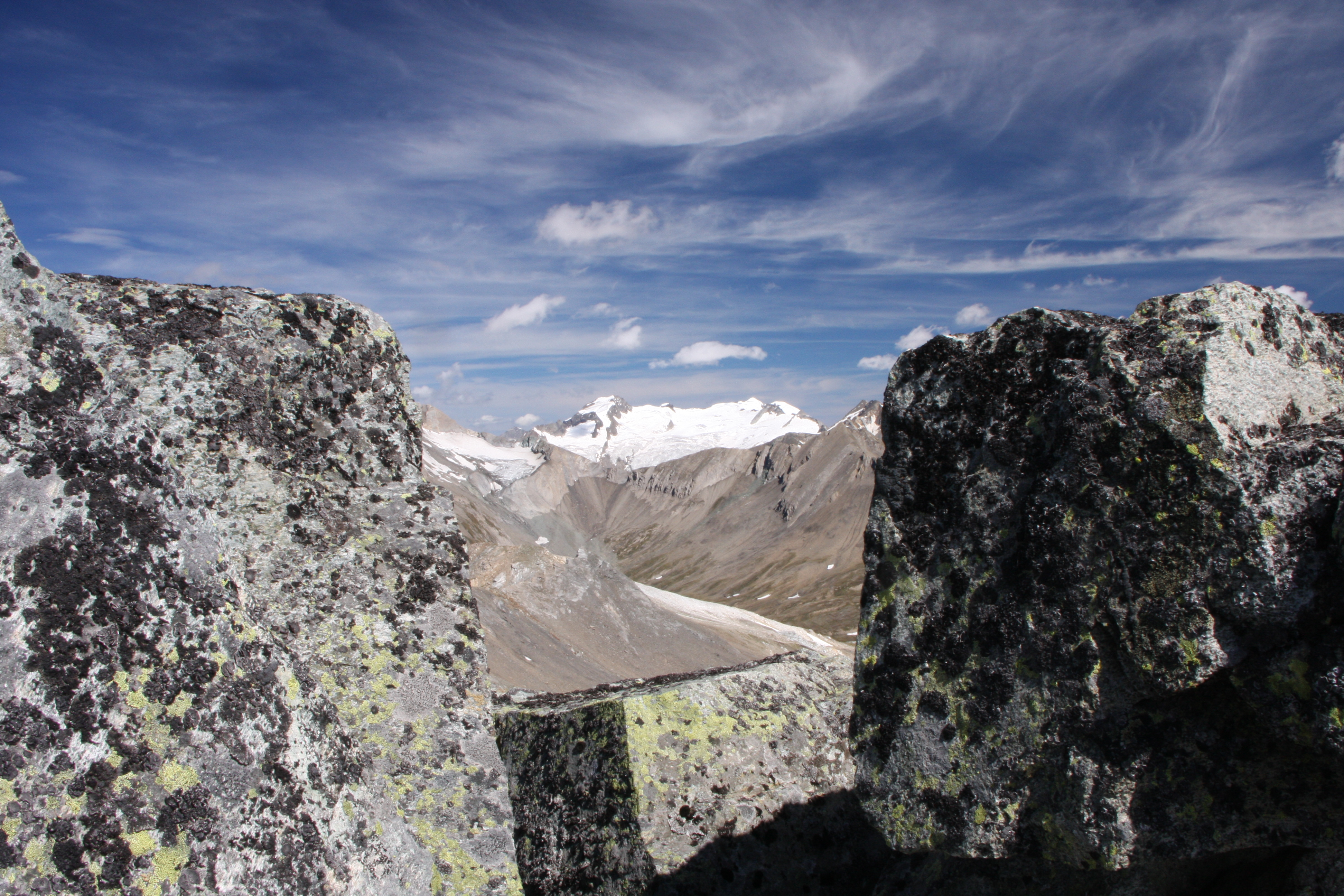
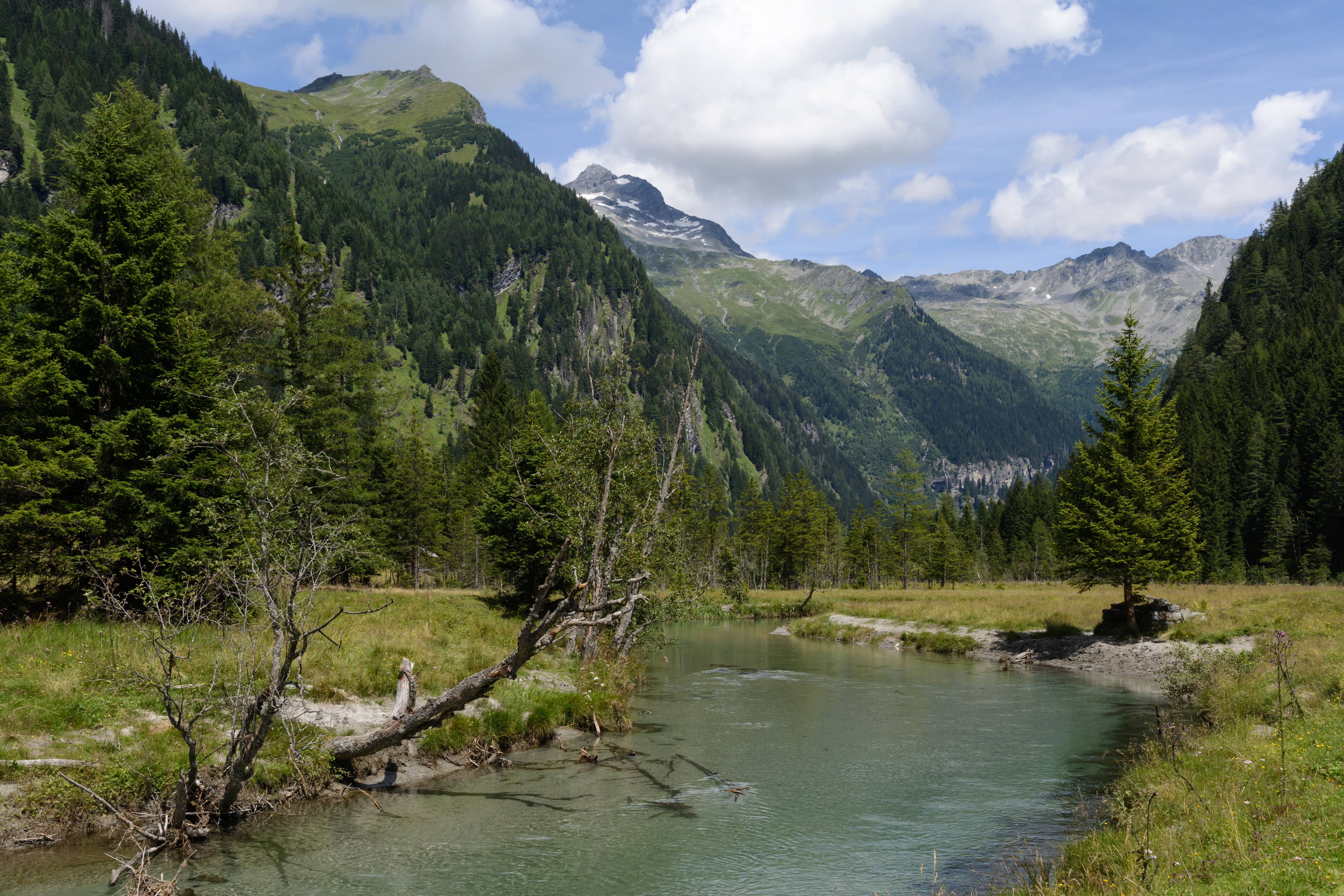
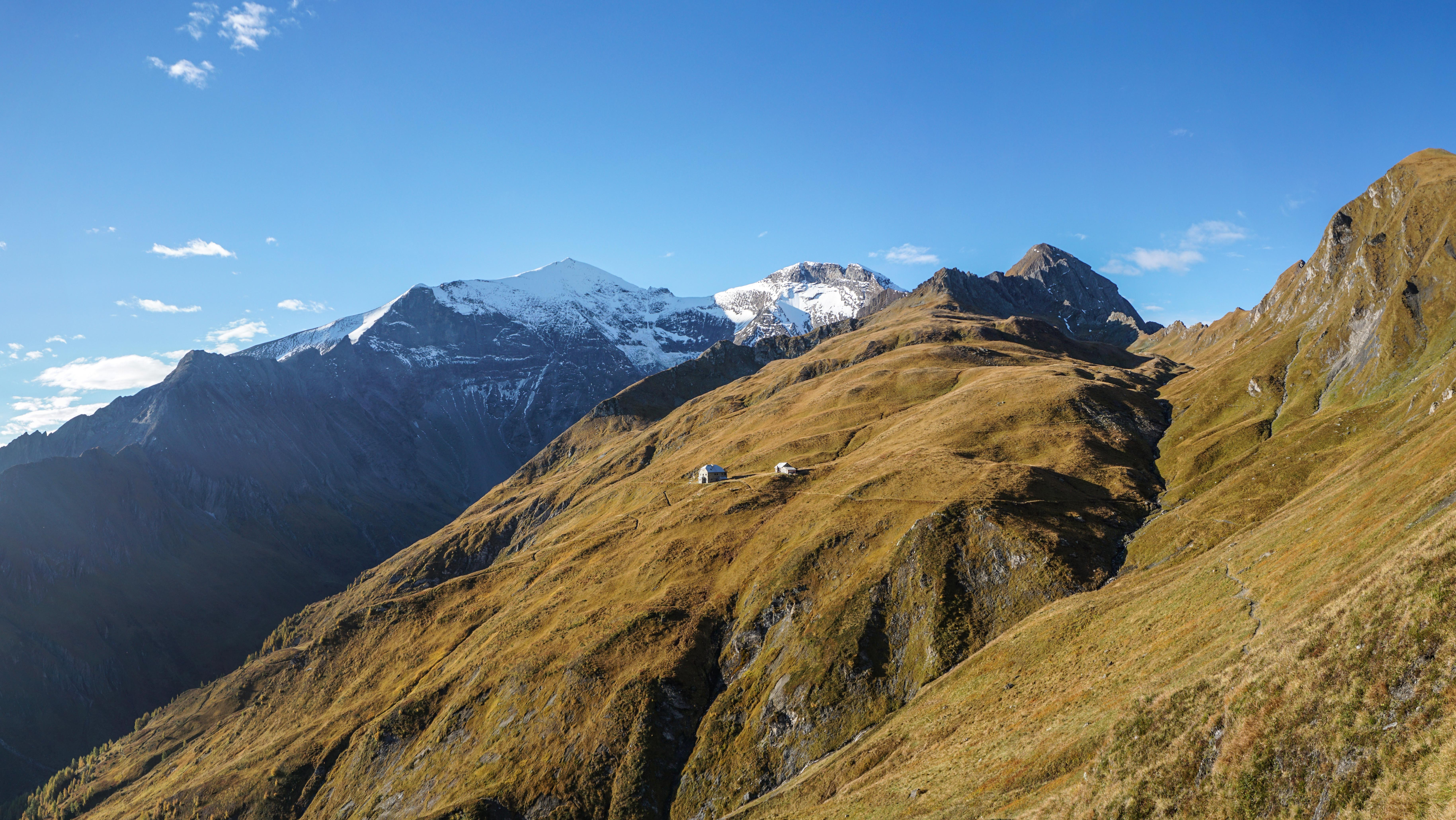
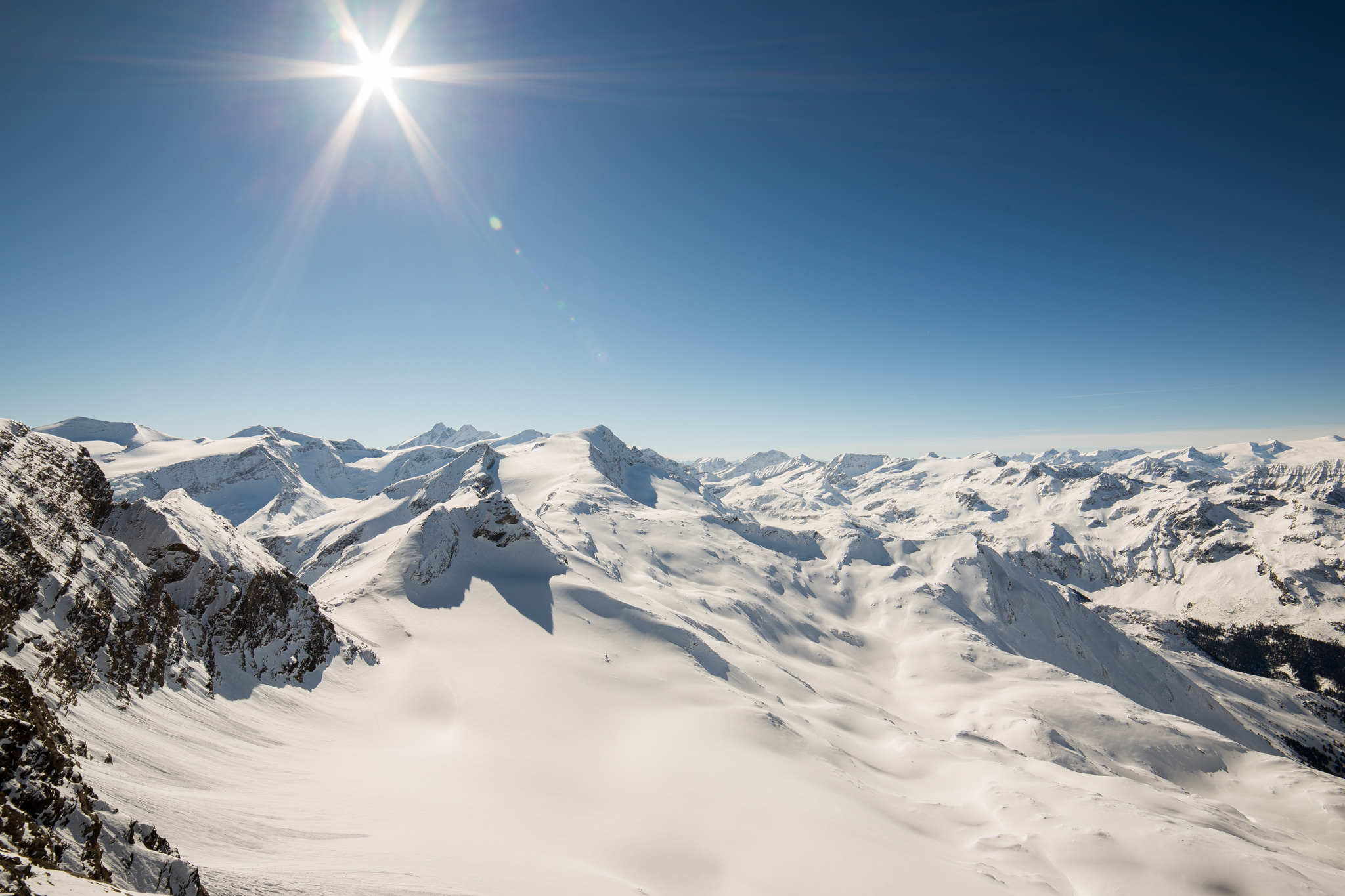
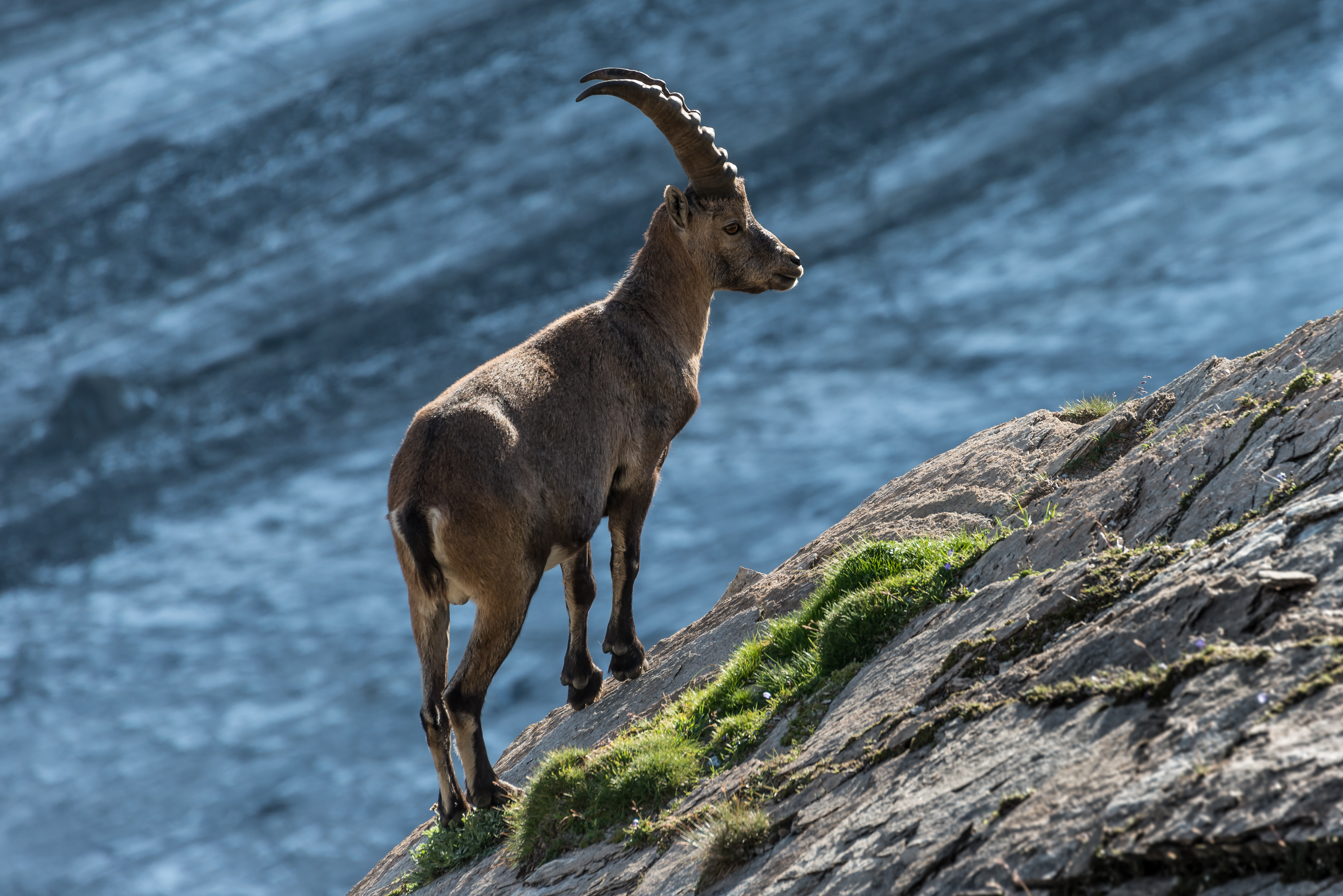

cascades
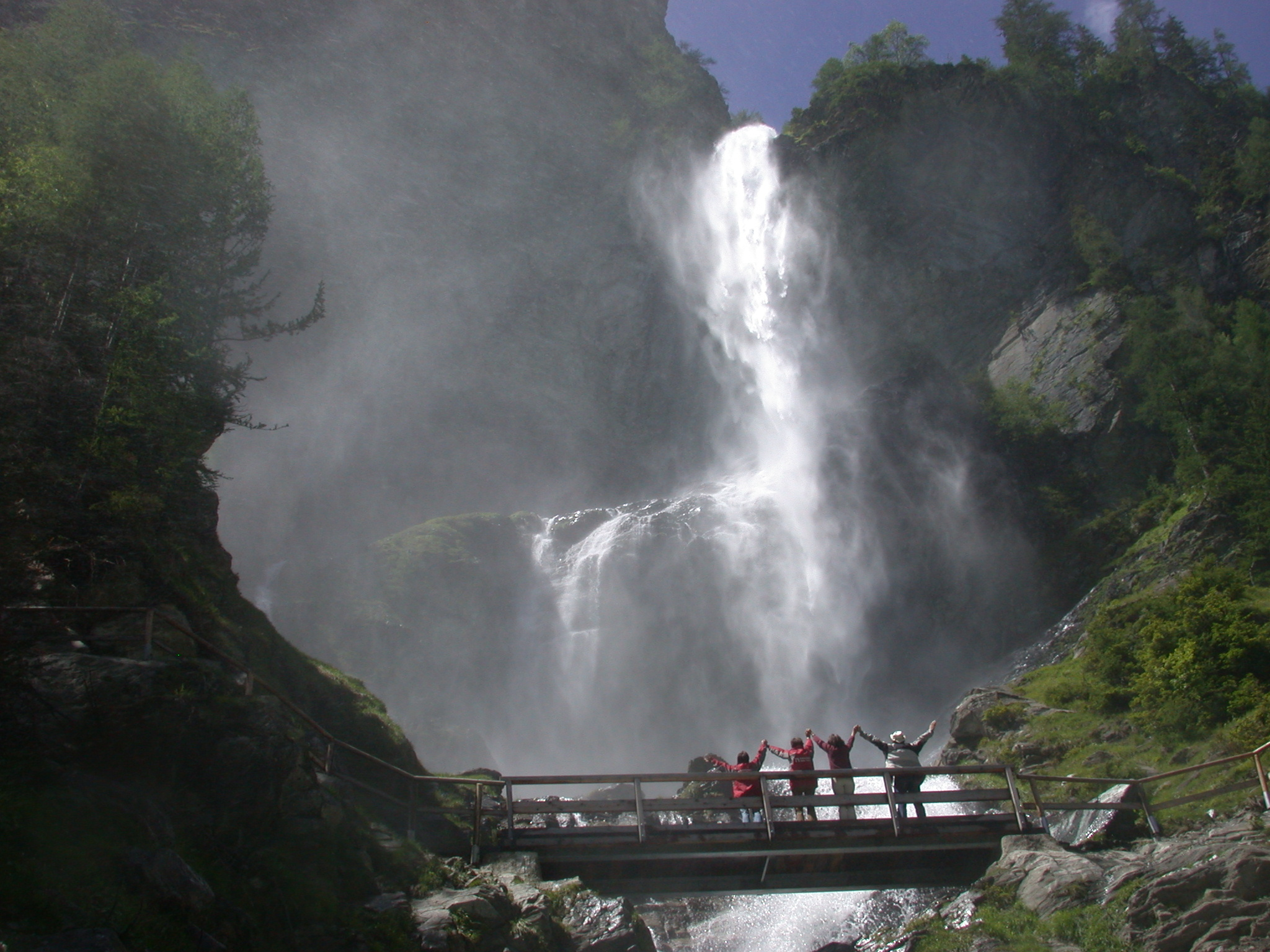
Jungfernsprung
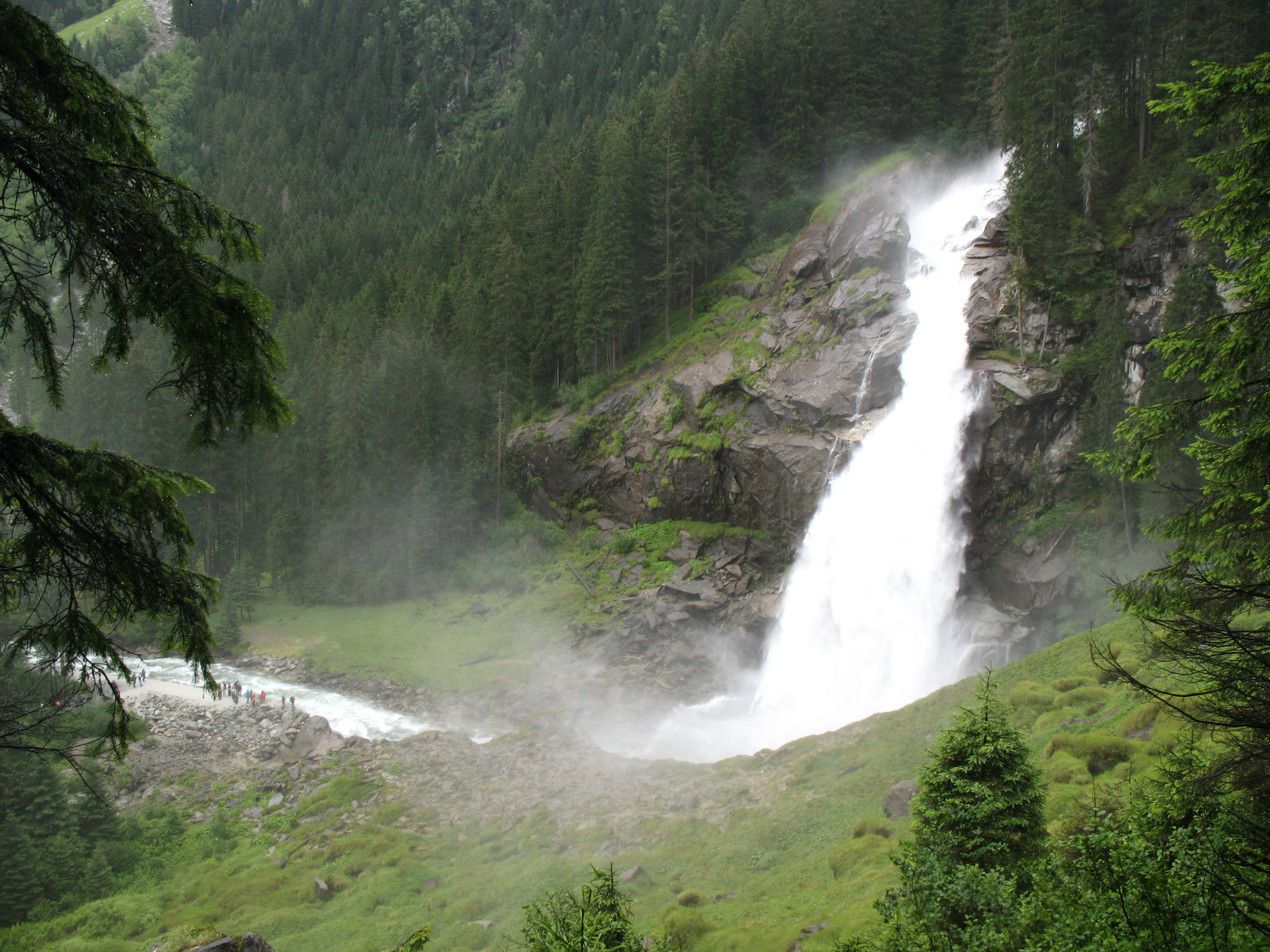
Cascade Krimml
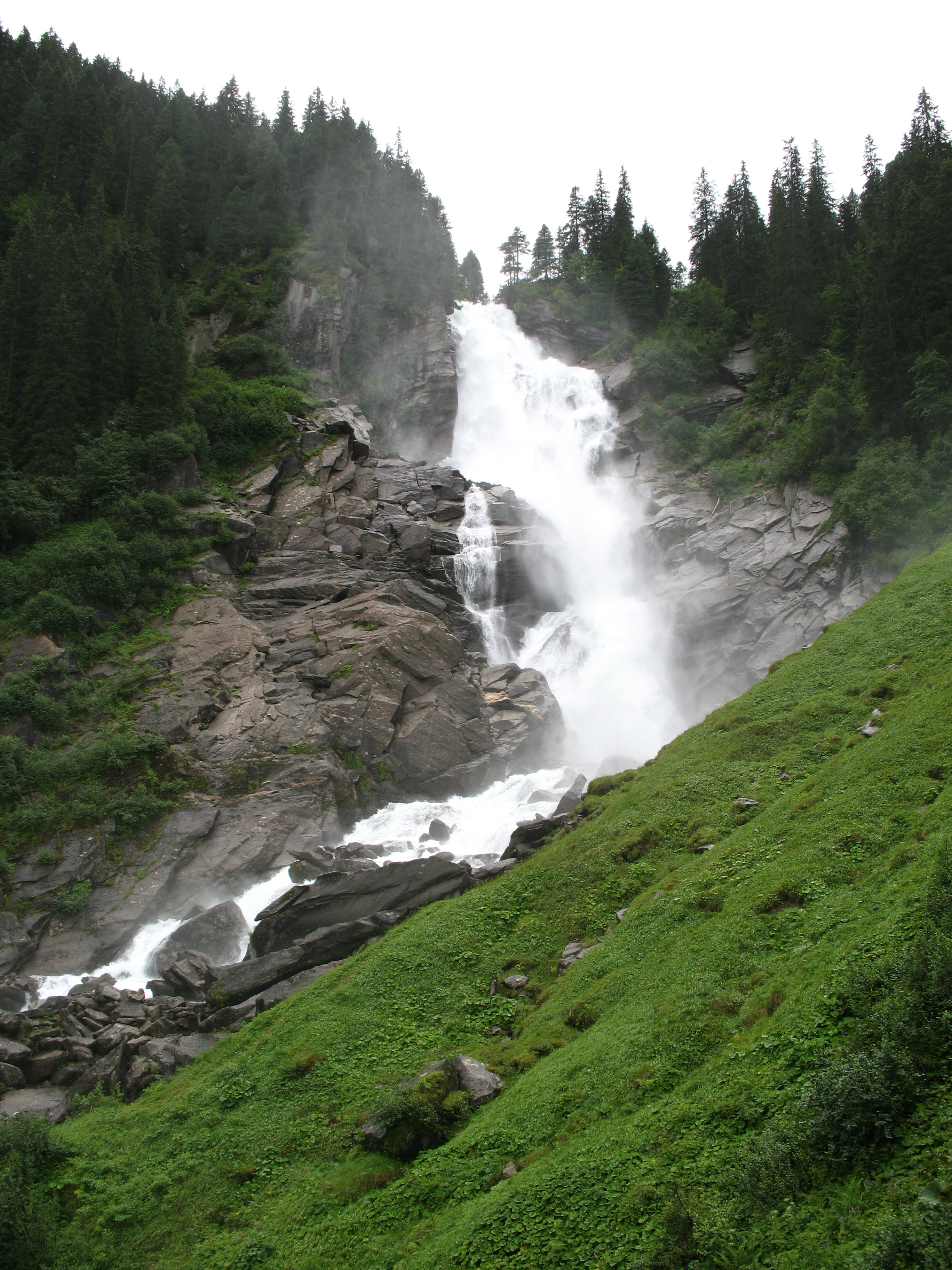
Cascade Krimml
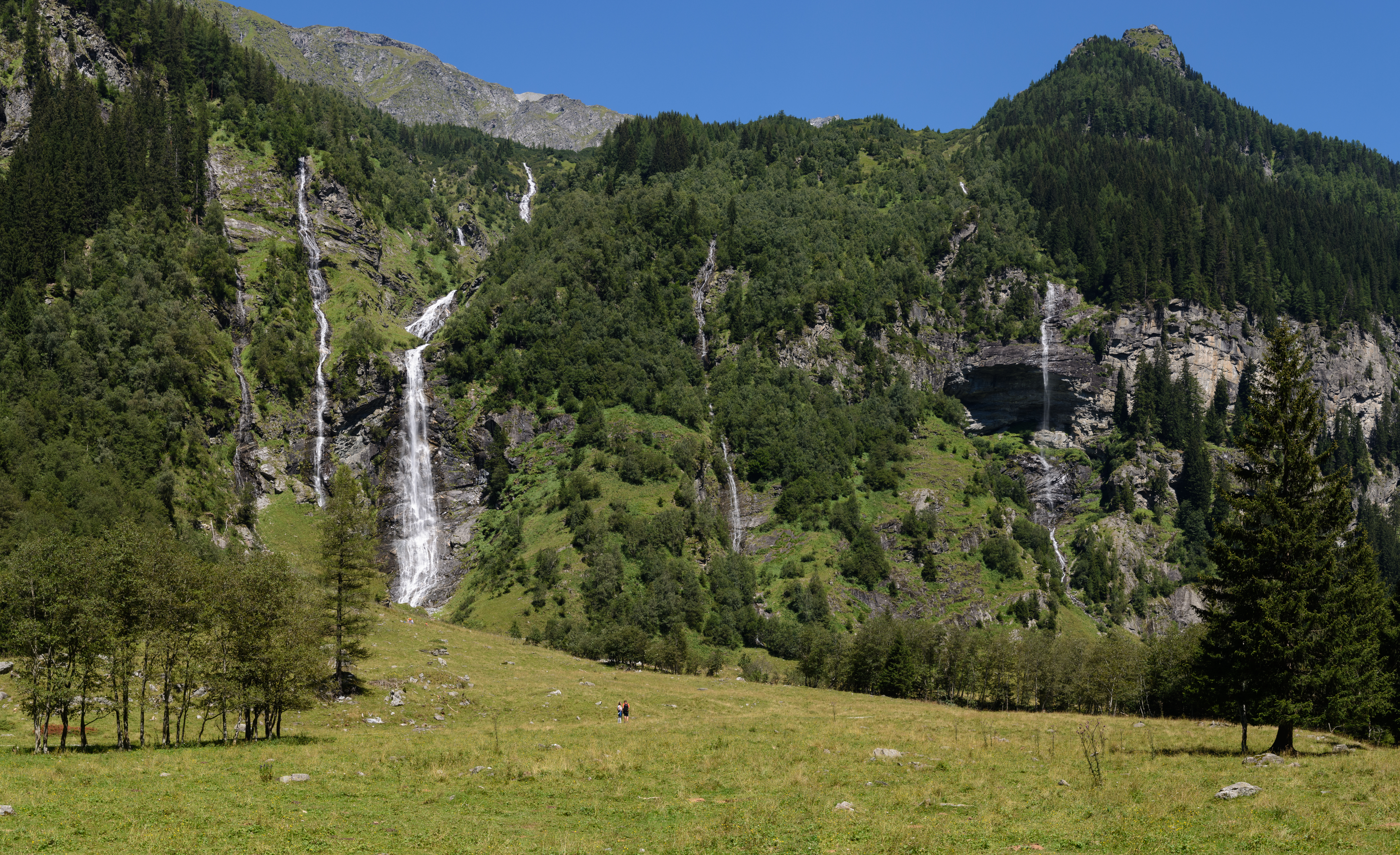
Cascades dans la vallée de Seebach près de Mallnitz
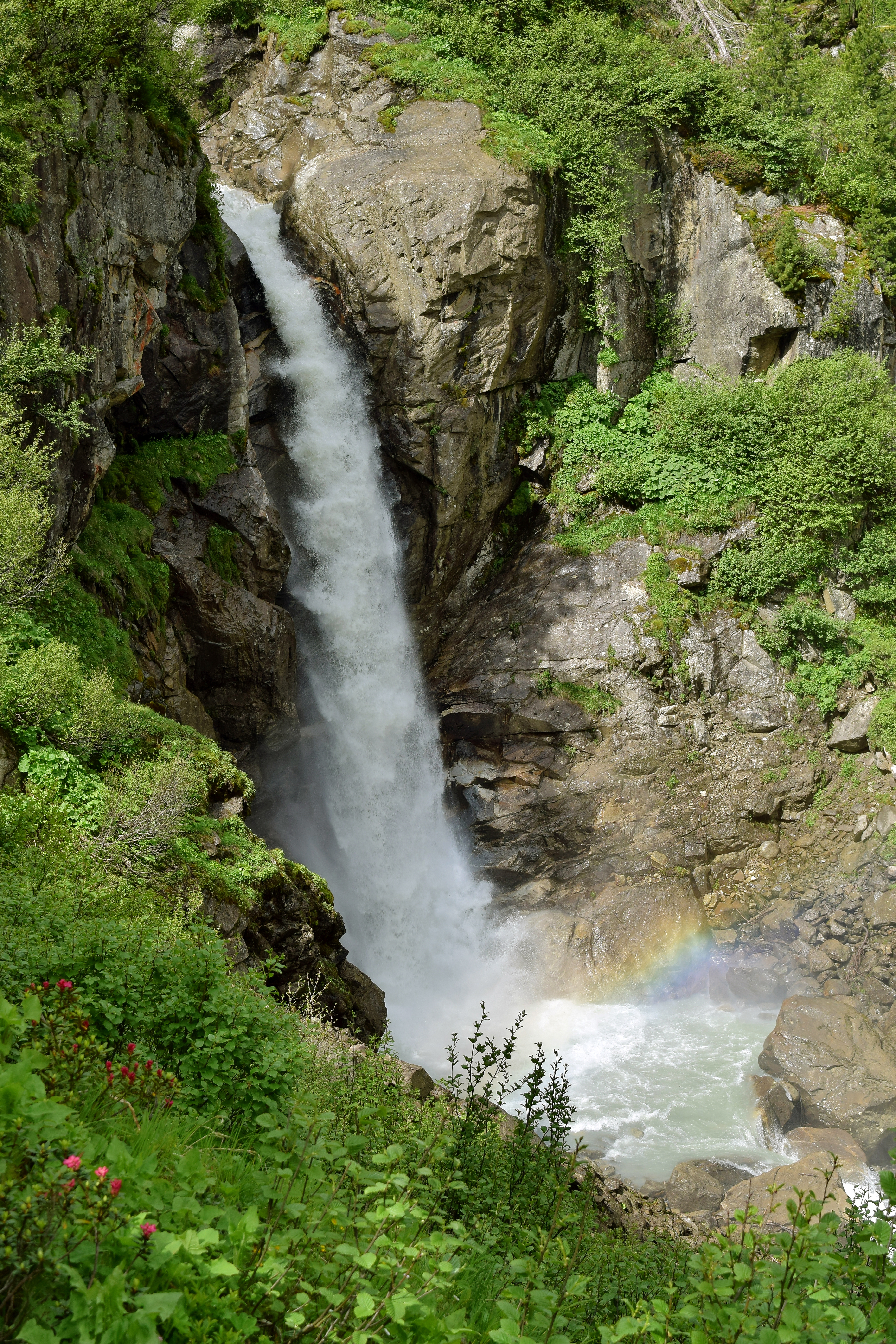
Cascade Schlatenbach